# Michael Dunn
Michael Dunn (født 20. oktober 1934, død 30. august 1973) var en amerikansk skuespiller og sanger. Han inspirerede en række skuespillere, der var mindre og lavere end de fleste "gennemsnitlige" mennesker, herunder Zelda Rubinstein, Mark Povinelli og Ricardo Gil.

## Eksgerne henvisninger
- Wikimedia Commons har flere filer relateret til Michael Dunn
- Michael Dunn på Internet Movie Database (engelsk)
- Michael Dunn på Svensk Filmdatabas (svensk)
- Michael Dunn på AlloCiné (fransk)
- Michael Dunn på AllMovie (engelsk)
- Michael Dunn på Turner Classic Movies (engelsk)
- Michael Dunn på The Movie Database (engelsk)
- Michael Dunn på Internet Broadway Database (engelsk)